# لكمة الطلي (حالمين)

تعديل مصدري - تعديل

لكمة الطلي هي إحدى قرى عزلة حبيل الريدة بمديرية حالمين التابعة لمحافظة لحج، بلغ تعداد سكانها 23 نسمة حسب تعداد اليمن لعام 2004.